# Ponemah (Minnesota)
Ponemah es un lugar designado por el censo ubicado en el condado de Beltrami en el estado estadounidense de Minnesota. En el Censo de 2010 tenía una población de 724 habitantes y una densidad poblacional de 25,52 personas por km².

## Geografía
Ponemah se encuentra ubicado en las coordenadas 48°2′5″N 94°53′54″O / 48.03472, -94.89833. Según la Oficina del Censo de los Estados Unidos, Ponemah tiene una superficie total de 28.37 km², de la cual 28.37 km² corresponden a tierra firme y (0%) 0 km² es agua.

## Demografía
Según el censo de 2010, había 724 personas residiendo en Ponemah. La densidad de población era de 25,52 hab./km². De los 724 habitantes, Ponemah estaba compuesto por el 0.55% blancos, el 0.28% eran afroamericanos, el 98.76% eran amerindios, el 0% eran asiáticos, el 0% eran isleños del Pacífico, el 0.14% eran de otras razas y el 0.28% pertenecían a dos o más razas. Del total de la población el 0.41% eran hispanos o latinos de cualquier raza.